# Révision constitutionnelle algérienne de 2020
Constitution révisée de 2020
Lire en ligne

Texte promulgué.

La révision constitutionnelle algérienne de 2020, adoptée par référendum le 1er novembre 2020, ou Constitution révisée de 2020, est une révision constitutionnelle qui a introduit de nombreux amendements à la constitution révisée de 1996 et révisée en 2002, 2008 et 2016.

## Histoire
Après la victoire de Abdelmadjid Tebboune lors de l'élection présidentielle du 12 décembre 2019, il entame des discussions pour une révision de la Constitution, l'une des mesures phares de sa campagne présidentielle. Le 8 janvier 2020, il met en place une commission d'experts de 17 membres — dont une majorité de professeurs de droit constitutionnel — chargés d'émettre des propositions pour une nouvelle Constitution. L'avant-projet est publié le 7 mai 2020 et soumis aux personnalités nationales, académiciens, partis politiques, organisations de la société civile, syndicats et organisations estudiantines, pour débat et enrichissement,. Cette mouture prévoyait la possibilité pour le président de la République de nommer un vice-président.
Le référendum sur la révision constitutionnelle se tient le 1er novembre 2020 (date symbolique correspondant à la révolution algérienne) en l'absence de Abdelmadjid Tebboune qui se fait soigner en Allemagne après avoir contracté la Covid-19. Elle est approuvée par 66,8 % des suffrages exprimés, résultat grevé par un taux de participation de 23 %. Le président de la République signe le décret présidentiel portant amendement de la Constitution le 30 décembre 2020.

## Dispositions notables

### Dispositions gardées ou renforcées
L'Islam est la religion de l’État (article 2). L'arabe est la langue nationale et officielle (article 3), de même que le Tamazight (article 4). L'hymne national est « Qassaman » (article 6). La devise de l'État est « Par le Peuple et pour le Peuple » (article 13).
Le président de la République est élu au suffrage universel, direct et secret (article 85). La durée de son mandat est de cinq ans (article 88). Il est rééligible une seule fois, consécutive ou non (article 88, alinéa 2).
Maintien du bicamérisme (article 114), limitation du mandat parlementaire à deux mandats, consécutifs ou séparés (article 123).

### Dispositions nouvelles
- Inscription du mouvement populaire, Hirak du 22 février 2019, dans le préambule
- Le poste de Premier ministre reviendra à la force politique majoritaire au Parlement. Il est appelé Premier ministre en cas de majorité présidentielle, ou chef de gouvernement en cas de victoire de l’opposition aux législatives (article 103)[7]
- Constitutionnalisation de l'Autorité nationale indépendante des élections (ANIE; articles 200 à 203)
- Création d'une Haute autorité de transparence, de prévention et de lutte contre la corruption (articles 204 et 205)
- Consécration du Conseil national économique, social et environnemental (articles 209 et 210)
- Constitutionnalisation de la participation de l'Algérie aux opérations de maintien de la paix des Nations-Unies (article 31). Cette mesure a suscité une certaine controverse, car le texte ouvre la voie à un éventuel déploiement de l'armée algérienne à l'étranger, "dans le cadre des Nations unies, de l'Union africaine et de la Ligue arabe". Il appartiendra au chef de l'État de décider si des unités militaires seront envoyées à l'étranger après approbation à la majorité des deux tiers dans chaque chambre du Parlement
- Nouvelle composition du Conseil supérieur de la magistrature (articles 180 à 182)[8]
- Remplacement du Conseil constitutionnel par une Cour constitutionnelle (articles 185 à 198)
- Droit de créer des associations par simple déclaration (article 53)
- Aménagement du droit de légiférer par ordonnances durant les vacances parlementaires (article 142)
- Distinction entre l'immunité parlementaire pour les actes rattachés à l'exercice du mandat parlementaire (article 129) et l'immunité parlementaire pour les actes non rattachés au mandat parlementaire (article 130).

La révision constitutionnelle constitutionalise les mesures extra-constitutionnelles prises en 2019, comme l'installation de l'ANIE, la possibilité de prolonger l'intérim présidentiel au-delà des 90 jours si le scrutin n'a pas lieu, ou le pouvoir réel de l'armée en cas de crise politique. De même, le président peut convoquer une présidentielle anticipée.

## Critiques
La nouvelle constitution a été critiquée par plusieurs partis et organisations politiques. Dès son avant-projet, l'opposition réclame un processus plus participatif voire une assemblée constituante et critique vivement le processus de révision constitutionnelle en général et certains articles en particulier. Après son approbation par référendum, certains points sont toujours critiqués :
- un régime qualifié de semi-présidentiel par le chef de l'État mais d’hyper-présidentiel par ses détracteurs[10] ;
- protection insuffisante des juges, qui restent contrôlés en grande partie par le pouvoir exécutif ;
- des garanties insuffisantes pour la liberté d'expression et la liberté de la presse[11] ;
- restriction de la liberté de réunion pacifique[12].

Isabelle Werenfels, chercheuse principale à l’Institut allemand des affaires internationales et de la sécurité, déclare que « pour une nouvelle Algérie, je pense que les changements ne sont pas assez profonds. Mais surtout, ce n’est pas seulement la Constitution qui compte, mais sa mise en œuvre – et ici, les pratiques doivent changer en profondeur ».
Karim Mezran, chercheur principal résident au think tank Atlantic Council, affirme qu' « il est évident que les amendements permettent aux élites de garder le contrôle du pays tout en donnant l’impression de répondre aux exigences de l’opposition, ainsi qu’à celles d’une grande partie de la population. Néanmoins, le simple fait que l’élite ait été contrainte d’orchestrer ce spectacle est un pas en avant, […] tout ce que nous pouvons dire pour le moment, c’est que l’Algérie avance dans la bonne direction, bien que très lentement. ».